# Michael Götte
Michael Götte, né le 16 juin 1979 à Saint-Gall (originaire de Wildhaus), est une personnalité politique suisse, membre de l'Union démocratique du centre (UDC). 
Il est député du canton de Saint-Gall au Conseil national depuis fin mai 2023. 

## Biographie
Michael Götte naît le 16 juin 1979 à Saint-Gall. Il est originaire de Wildhaus, dans le même canton. Ses parents, membres du Parti démocrate-chrétien, sont aubergistes. Il grandit à Steinach.
Après un apprentissage d'employé de commerce au sein d'une administration, il obtient une maturité professionnelle puis suit une  formation d'économiste d'entreprise.
Il occupe depuis 2016 un poste à temps partiel (30 %) de responsable de la politique cantonale auprès de la Chambre de commerce et d'industrie des cantons de Saint-Gall et d'Appenzell, après avoir été un temps assistant personnel du conseiller national démocrate-chrétien Edgar Oehler puis chef de projet pour une entreprise de construction.
Il a le grade de colonel à l'armée. Il est marié et père de trois enfants.

## Parcours politique
Michael Götte naît fonde en 2000 une section locale de l'UDC à Steinach.
Il siège au Conseil cantonal de Saint-Gall de mars 2003 à octobre 2023 et préside son groupe parlementaire de 2009 à 2020. Il est candidat au Conseil d'État de son canton en 2012 et 2020.
Il préside la commune de Tübach depuis 2006. Il est élu à ce dernier poste en novembre 2005, au second tour, par 191 voix contre 185 à son premier concurrent et 135 pour le deuxième, devenant le plus jeune président de commune du canton.
Il succède à Esther Friedli au Conseil national le 30 mai 2023. Il est réélu en octobre 2023.